# حواء محمد آدم المنصوري
أول عازفة موسيقية سودانية تصعد إلى المسرح

## المولد والنشأة
حواء المنصوري، عازفة بيانو سودانية، والدها الموسيقار محمد آدم المنصوري وهي من مواليد ود مدني، جنوب الخرطوم وتنقلت في تعليمها الابتدائي بين مدني وامدرمان الثورة الحارة الرابعة ثم المتوسطة بكرري الحكومية ثم الثانوي بمدرسة البلك الثانوية ثم التحقت بكلية التجارة جامعة القاهرة فرع الخرطوم بناء على رغبة والدها وتخرجت فيها عام 1986 ولكنها بعد ذلك التحقت بمعهد الموسيقى والمسرح ونالت بكالوريوس الموسيقى 1995 والماجستير 2003 في دراسة بعنوان (الغناء الجماعي في السودان) ونالت الدكتوراة في العام 2013

## أول عازفة على المسرح
ظهرت حواء المنصوري  كأول امرأة في تاريخ السودان تصعد للمسرح مع فرقة غنائية وهي تعزف علي آلة الأورغ ، وكانت تلك الفرقة هي (فرقة السمندل) وفرقة (عقد الجلاد) والتي شاركت في تأسيسهما حيث وضعت اللبنة الأولى لفرقة السمندل الموسيقية مع عثمان النو والفاتح حسين وآخرين عام  1986  ثم فرقة عقد الجلاد عبر ظهورها الرسمي 1988 وخصصت قناة زول حلقة خاصة ضمن سلسلة اسمها (نساء رائدات) بحسبانها الأولى في مجالها.

## مناصب
شغلت حواء المنصوري الإدارة المالية في عقد الجلاد عطفاً على دراستها للتجارة ثم انضمت إلى معهد الموسيقى والمسرح كأستاذة للموسيقى بكلية الموسيقى والدراما منذ العام 1996 وحتى 2020 حيث تدرجت من مساعد تدريس إلى محاضر ثم أستاذ مساعد واشرفت على العديد من رسائل الماجستير والدكتوراة

## مشاركات موسيقية
نالت حواء عدد كبير من الدورات الكاديمية وترأست شعبة الموسيقى (البيانو والاكورديون) وكانت عضوا في عدد من لجان التحكيم لجامعة الاحفاد وبرنامج نجوم الغد ومهرجان الأطفال
كما شاركت مع فرقتي  السمندل وعقد الجلاد كعازفة في عدد لا يحصى من الحفلات داخل وخارج الخرطوم وعدد كبير من المهرجانات مثل الخرطوم للموسيقى / السلام عبر الموسيقى / مهرجان عقد الجلاد الاول / مهرجان طبول السلام  ولها خارجياً مشاركات مع عقد الجلاد في رحلات ومهرجانات إلى كل من:  الإمارات العربية المتحدة  / مصر/ العراق / الكويت / عمان / /سوريا / ألمانيا / إنجلترا / سويسرا / هولندا / باريس / قطر

## المرض والوفاة
عانت حواء المنصوري في آخر سنوات حياتها من داء السرطان الذي أنهك جسدها ثم تسبب في وفاتها في 2020/7/27 وقد نعاها وزير الثقافة والاعلام فيصل محمد صالح قائلا إن الفقيدة عاصرت أكثر من جيل، كما ظلت تعمل كأستاذة بكلية الموسيقى  وتخرج على يديها أجيال من الموسيقيين السودانيين ووصفتها صحيفة أخر لحظة بأنها أحد أشهر عازفي آلة البيانو في السودان ومن المؤسسين لفرقة عقد الجلاد وقد قدمت الكثير للموسيقى السودانية من خلال الفرقة وكلية الموسيقى والدراما